# 中国人民解放军西部战区

西部战区地域：四川省、重庆市、新疆维吾尔自治区、西藏自治区、青海省、甘肃省、宁夏回族自治区

中国人民解放军西部战区（英文：Western Theater Command，缩写：Western T.C.）是中国人民解放军五大战区之一，是唯一不靠海的戰區，也是面积最大的战区，领导和指挥新疆维吾尔自治区、西藏自治区、青海省、甘肃省、宁夏回族自治区、四川省和重庆市等7个省级行政区的武装力量。战区机关驻成都市。战略方向是南亚和中亚。

## 沿革
根据报道，西部战区在2016年1月30日之前已成立。2016年2月1日，中国人民解放军战区成立大会在北京八一大楼举行。中共中央总书记、国家主席、中央军委主席习近平向东部战区、南部战区、西部战区、北部战区、中部战区授予军旗并发布训令。中共中央政治局委员、中央军委副主席范长龙在大会上宣读了习近平主席签发的中央军委关于组建战区机关及其领导班子成员任职命令和决定，大会由中共中央政治局委员、中央军委副主席许其亮主持。

## 编制
2016年改革后，中国人民解放军西部战区设置下列机构：

### 职能部门
- 联合参谋部
- 政治工作部

### 战区军种机关
- 中国人民解放军西部战区陆军（机关驻兰州市）[5]
- 中国人民解放军西部战区空军（机关驻成都市）

### 省军区机关
两个重要的省军区新疆军区和西藏军区皆为副战区级编制，隶属于陆军总部。战时或军事行动服从西部战区机关的部署，且西藏阿里地区因历史原因防务由隶属于新疆军区的南疆军区（正军级单位）负责。故在2020年中印冲突中，中方由南疆军区司令员柳林少将进行中印军长级谈判。
- 中国人民解放军新疆军区
- 中国人民解放军西藏军区

## 历任领导
| 1. 赵宗岐 上将（2016年1月—2020年12月） 2. 张旭东 上将（2020年12月—2021年6月） 3. 徐起零 上将（2021年6月—2021年8月） 4. 汪海江 上将（2021年8月—） | 1. 朱福熙 上将（2016年1月—2017年1月） 2. 吴社洲 上将（2017年1月—2021年6月） 3. 李凤彪 上将（2021年6月—） |

| - 戎贵卿 中将（2016年1月—2021年8月，兼西部战区参谋长） - 何清成 中将（2016年1月—？） - 何卫东 中将（2016年1月—2019年12月，兼西部战区陆军司令员） - 战厚顺 空军中将（2016年1月—2020年4月，兼西部战区空军司令员） - 许林平 中将（2016年—2017年12月） - 韩胜延 空军中将（2016年—2018年7月） - 刘小午 中将（2017年1月—） - 王 强 空军中将（2018年7月—2022年9月，2020年4月起兼任西部战区空军司令员） - 徐起零 中将（2020年4月—2021年6月，兼西部战区陆军司令员） - 乔相记 空军中将（2020年4月—） - 杨 毅 中将（2021年8月—，兼西部战区陆军司令员） - 李中林 中将（2021年8月—，兼西部战区参谋长） | - 何 平 中将（2016年—2017年，兼西部战区政治工作部主任） - 徐忠波 中将（2016年—2018年4月，兼西部战区陆军政治委员） - 舒清友 中将（2016年1月—2018年12月，兼西部战区空军政治委员） - 赵瑞宝 火箭军中将（2018年4月—2021年12月，兼西部战区政治工作部主任） - 徐德清 中将（2018年4月—2021年12月，兼西部战区陆军政治委员） - 姜 平 空军中将（2018年12月—，兼西部战区空军政治委员） - 张学杰 中将（2021年12月—，兼西部战区政治工作部主任） |

中央军委纪律检查委员会驻西部战区纪检组组长